# Adjany Costa
Pour les articles homonymes, voir Costa.
Adjany Costa (née en 1989) est une spécialiste angolaise de biologie marine et une défenseur de l'environnement de Huambo qui a été ministre angolaise de la Culture (en), du Tourisme et de l'Environnement. 

## Biographie
Costa a été la lauréate africaine du prix Jeunes champions de la Terre  du Programme des Nations unies pour l'environnement et du Premier Ordre du mérite civil angolais  en 2019. Elle l'a reçu en reconnaissance de son travail de conservation communautaire (en) avec les Luchaze des hauts plateaux de l'est de l'Angola et du delta de l'Okavango,. Elle est une exploratrice du National Geographic et est apparue dans le film documentaire de 2018 Into the Okavango (en). Costa est titulaire d'une maîtrise et prépare un doctorat à l'Université d'Oxford. 

## Carrière politique
Elle a été nommée ministre de la Culture, du Tourisme et de l'Environnement en avril 2020,,, faisant d'elle la plus jeune ministre de l'histoire angolaise, elle succède à ce poste à Maria da Piedade de Jesus. Elle a ensuite été démise de ses fonctions en octobre 2020 par le président João Lourenço et conservée en tant que consultante du président.